# Филиповци (община Кратово)
Вижте пояснителната страница за други значения на Филиповци.
Филиповци (на македонска литературна норма: Филиповци) е село в североизточната част на Северна Македония, община Кратово.

## География
Селото се намира в южните части на община Кратово като селското землище се допира до територията на община Пробищип. Филиповци е разположено в хълмист район и е селище от пръснат тип и надморската височина на различните махали варира между 530 до 620 м. От град Кратово селото е отдалечено на около 10 километра.
Землището на селото обхваща 13,4 км². От които обработваемите площи са 489 ха, горите 493 ха, а пасищата 318 ха.

## История
В османски данъчни регистри на немюсюлманското население от вилаета Кратова от 1618-1619 година селото е отбелязано под името Филипофче с 3 джизие ханета (домакинства). Същият брой джизие ханета е посочен и в списък на селищата и на немюсюлманските домакинства от 1637 година.
В XIX век Филиповци е изцяло българско село в Кратовска кааза на Османската империя. Според статистиката на Васил Кънчов („Македония. Етнография и статистика“) от 1900 г. Филиповци има 280 жители, всички българи християни.
В началото на XX век население на селото са под върховенството на Българската екзархия. По данни на секретаря на екзархията Димитър Мишев („La Macédoine et sa Population Chrétienne“) през 1905 година във Филиповци (Filipovtzi) има 240 българи екзархисти.
При избухването на Балканската война в 1912 година 9 души от селото са доброволци в Македоно-одринското опълчение.
Във Филиповци се забелязва спад в броя на населението от 519 жители през 1961 г. на 140 жители през 2002 г.